# Martorell
Martorell ist eine spanische Stadt in der Comarca Baix Llobregat der autonomen Region Katalonien. Sie liegt am Zusammenfluss des Llobregat und des Anoia. In römischer Zeit war Martorell ein wichtiger Wegpunkt im Verlauf der Via Augusta, die hier den Llobregat überquerte. Von dieser ersten Brücke ist noch ein Triumphbogen erhalten. An gleicher Stelle steht heute eine gotische Brücke römischen Ursprungs, die sogenannte „Teufelsbrücke“. Der größte Arbeitgeber in Martorell ist der Fahrzeughersteller Seat, der hier sein zweites Stammwerk neben Barcelona betreibt.

## Kultur und Tradition
Die Festa Major zu Ehren der Schutzpatronin wird zu Mariä Himmelfahrt in der Woche vom 15. August gefeiert.

## Persönlichkeiten
- Jana Fernández (* 2002), Fußballspielerin

## Städtepartnerschaft
- Chevilly-Larue (Frankreich)